# Mikroregion Anicuns
Die Mikroregion Anicuns war eine von insgesamt 18 Mikroregionen des Bundesstaates Goiás im Mittelwesten von Brasilien. Sie gehörte zur Mesoregion Zentral-Goiás.
Im Jahr 2017 schaffte das Instituto Brasileiro de Geografia e Estatística (IBGE) die Mesoregionen und Mikroregionen ab und schuf einen neuen brasilianischen Regionalrahmen mit neuen geografischen Unterteilungen, die als Zwischen- bzw. unmittelbare geografische Regionen (regiões geográficas intermediárias e imediatas) bezeichnet werden. (siehe auch: Mesoregionen und Mikroregionen in Goiás)

## Geographische Lage
Die Mikroregion Anicuns grenzte an die Mikroregionen (Mesoregionen):
- Im Norden an Rio Vermelho (Nordwest-Goiás)
- Im Osten an Anápolis (Zentral-Goiás)
- im Südosten an Goiânia (Zentral-Goiás)
- Im Süden an Vale do Rio dos Bois (Süd-Goiás)
- Im Westen an Iporá (Zentral-Goiás)

## Gemeinden
Zur Mikroregion Anicuns gehörten die folgenden 13 Gemeinden mit 19 weiteren Ortschaften (port.: distritos).
| Gemeinde                 | Lage | Einwohner geschätzt 2009 | Ortschaften | Anmerkung |
| ------------------------ | ---- | ------------------------ | --- | --------- |
| Adelândia                |      | 2.608                    | Adelândia |           |
| Americano do Brasil      |      | 4.795                    | Americano do Brasil |           |
| Anicuns                  |      | 18.027                   | Anicuns, Bairro dos Gomes, Capelinha, Choupana                                                                                      |           |
| Aurilândia               |      | 3.709                    | Aurilândia, Maximilândia |           |
| Avelinópolis             |      | 2.421                    | Avelinópolis |           |
| Buriti de Goiás          |      | 2.876                    | Buriti de Goiás, Campo das Perdizes                                                                                                 |           |
| Firminópolis             |      | 10.732                   | Firminópolis, Novo Planalto |           |
| Mossâmedes               |      | 4.901                    | Mossâmedes, Centrolândia, Mirandópolis                                                                                              |           |
| Nazário                  |      | 7.622                    | Nazário, Rulbarbo |           |
| Sanclerlândia            |      | 7.936                    | Sanclerlândia, Fartura, Jouberlândia                                                                                                |           |
| Santa Bárbara de Goiás   |      | 6.031                    | Santa Bárbara de Goiás |           |
| São Luís de Montes Belos |      | 27.793                   | São Luís de Montes Belos, Fronteira do Norte, Planura Verde, Rosalândia, Santo Antônio, São José do Morumbi, São Pedro, Silvolândia |           |
| Turvânia                 |      | 5.085                    | Turvânia, Fernandópolis |           |